# Гор, Томас Прайор
Томас Прайор Гор (чаще Томас Гор; англ. Thomas Pryor Gore; 10 декабря 1870, Уэбстер, Миссисипи — 16 марта 1949, Вашингтон) — американский юрист и политик, член либерального крыла Демократической партии; первый сенатор в истории штата Оклахома (1907); сторонник преобразований президента Вудро Вильсона и Нового курса Франклина Рузвельта, но противник участия США в любых военных конфликтах («изоляционист»); противник создания Управления общественных работ; несмотря на полную потерю зрения уже в возрасте 20 лет, продолжил юридическую деятельность и после окончания политической карьеры. Дед Гора Видала.

## Работы
- Manuscripts and Archives, New Haven // Edward Mandell House papers, 1885—1938.